# Guarijíos
Els guarijíos són un poble indígena de Mèxic que viu actualment habita a Sierra Madre Occidental entre els estats de Sonora (municipis d'Álamos i Quiriego) i Chihuahua. Es diuen a si mateixos macurawe o macoragüi que en català significa "els que prendren la terra" o "els que caminen per la terra". Es dediquen principalment a l'agricultura i a la producció d'artesanies.

## Llengua i demografia
La llengua guarijío pertany a la família de llengües taracahites, de la branca uto-asteca. També és coneguda com a guarojío, guarijío, huarijío, varogío, o varohío. De la llengua, n'hia dues variants: la de l'estat de Sonora, i la de l'estat de Chihuahua. La població és bilingüe, i el cens del 2000 va registrar 2.844 guajirío, però, només 1.671 parlants de guarijío, 917 a l'estat de Chihuahua i 732 a l'estat de Sonora. Com a llengua indígena, és reconeguda com a llengua nacional de Mèxic.

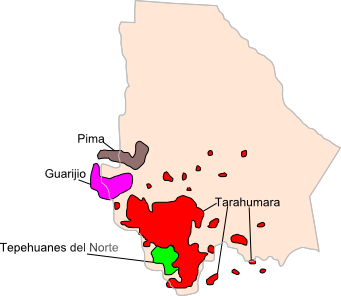
Localització de les ètnies de Sonora (INEGI).

## Història

### Primeres referències
Les primeres referències daten de l'evangelització de la regió pels missioners jesuïtas espanyols cap a 1620, els quals van iniciar el contacte amb els chínipa, gradualment atraient també als guarijíos, (nomenats també varohíos).
La cultura guarijía apareix sempre en relació amb la dels tarahumares i cáhites (taracahites), els elements de les quals constantment es perceben en la seva cultura, tradicions i maneres de viure. I també són perceptibles certes influències dels mayos.
Són poques les restes arqueològiques que han estat localitzades a la regió (i que a més no necessàriament són dels seus avantpassats). Existeixen algunes pintures rupestres que els makurawe atribueixen al temps en què els avantpassats vivien en algunes coves, com la Mesa del Matapaco. D'èpoques més recents són pintures com El Cura.
Pels seus elements lingüístics se'ls ha caracteritzat com a descendents de la cultura mogollon, però encara avui 2012, les recerques no permeten extreure conclusions definitives d'aquesta filiació.

### Rebel·lió de1632
En 1632 es va iniciar l'aixecament dels chínipa, guarijíos i guazapares, descontentaments amb la presència espanyola i la labor dels missioners; la mort de dues d'ells va donar lloc a una forta repressió per part de les autoritats de la Nova Espanya cap a tots els indis de la regió, desplaçant-se els guarijíos cap al que avui és l'Estat de Chihuahua. Segons referències històriques de diversos investigadors, amb el pas del temps una part dels guarijíos va tornar als seus territoris originals, mentre que l'altra va preferir quedar-se en aquella part de la serra. els guarijos practicaven l'agricultura des de feia 200 anys.

### Conseqüències
Aquesta divisió del grup guarijío en dos grans nuclis: els guarijíos de Chihuahua, lingüísticament més emparentats amb la llengua tarahumara, i els de Sonora amb major relació amb el cahíta, representada pels mayos. Després d'aquell fet històric, són escasses i vagues les referències de la presència dels guarijíos a la regió. D'una banda, el fet que van ser desplaçats cap a llocs més aïllats, juntament amb l'important desenvolupament que va tenir la regió amb la indústria minera i ramadera, que va donar forma a la ciutat d'Álamos, convertint-se en un important centre mercantil, va donar com a resultat que la presència dels guarijíos es diluís i en molts dels casos se'ls confongués amb indis Mayos.